# Thermohaline Zirkulation

Übersicht zur globalen thermohalinen ozeanischen Zirkulation
Rot: Oberflächenströmung; Blau: Tiefseeströmung

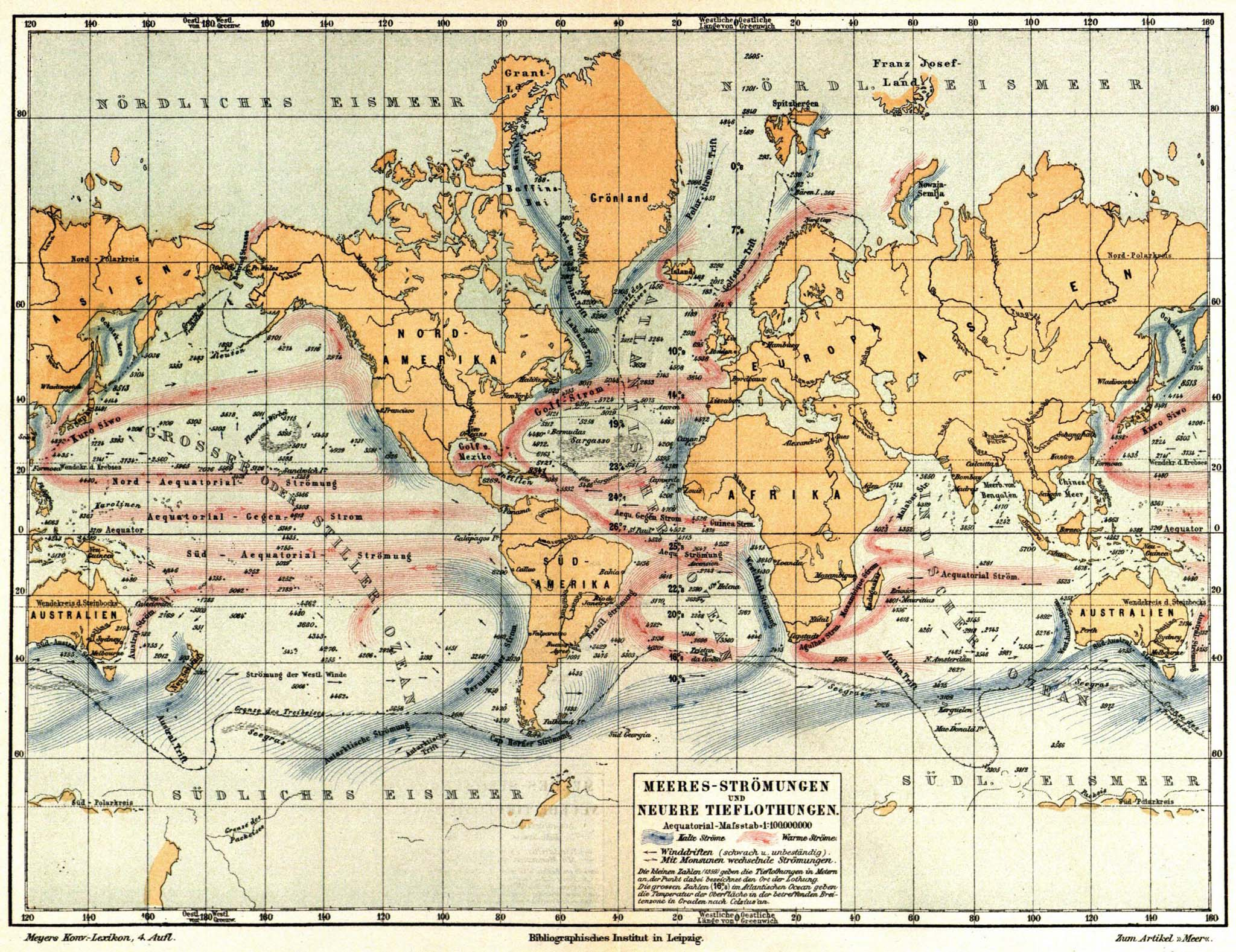
Band 11 der 4. Ausgabe von Meyers Konversations-Lexikon, 1885–1890, Artikel „Meer“, Karte „Meeres-Strömungen und neuere Tieflothungen“

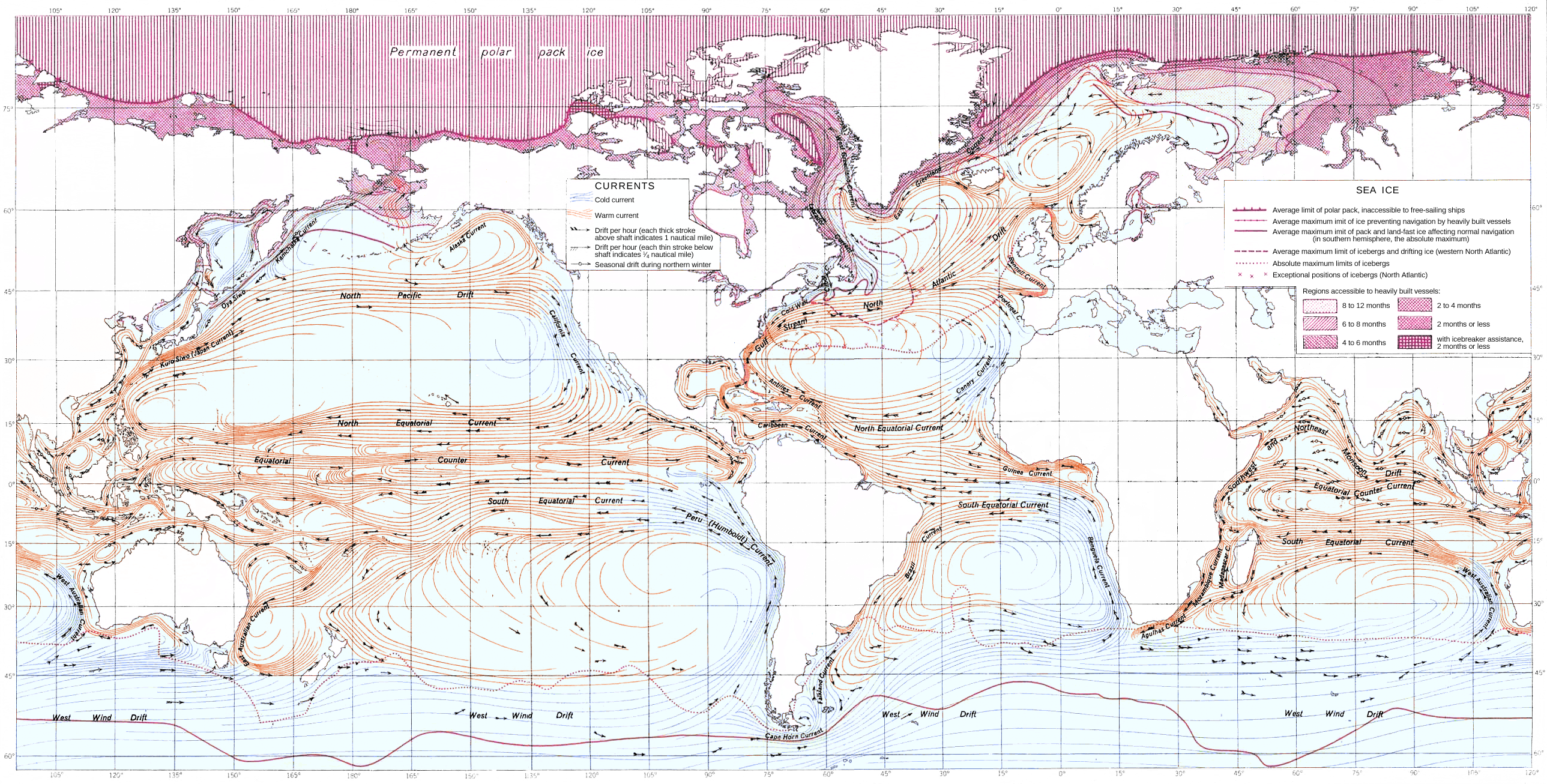
Meeresströmungen (1943)

Die thermohaline Zirkulation, umgangssprachlich auch globales Förderband (englisch ocean conveyor belt), ist ein ozeanografischer Terminus für eine Kombination von Meeresströmungen, die vier der fünf Ozeane miteinander verbinden und sich dabei zu einem globalen Kreislauf vereinen.
Der Antrieb für diesen umfangreichen Massen- und Wärmeaustausch ist thermohaliner Natur. Das bedeutet: Er wird durch Temperatur- und Salzkonzentrationsunterschiede innerhalb der Weltmeere hervorgerufen, welche beide für die unterschiedliche Dichte des Wassers verantwortlich sind. Verursacht wird der Temperaturunterschied wiederum durch die Abhängigkeit des Umfangs der Sonneneinstrahlung von der geographischen Breite.

## Geschichte
Anfang der 1970er Jahre war es erstmals möglich, ozeanografische Daten der gesamten Erde auszuwerten. Diese Zusammenschau zeigte die Vernetzung der wind- und dichtegetriebenen Strömungen und es wurde postuliert, dass auch der bekannte Golfstrom nur eine Teilströmung einer globalen Zirkulation sei. In Anlehnung an ein mechanisches Förderband wurde diese erdumspannende Strömung das „große marine Förderband“ oder einfach „globales Förderband“ bzw. im wissenschaftlichen Sprachgebrauch auch „globale thermohaline Zirkulation“ genannt.

## Zirkulationsmuster

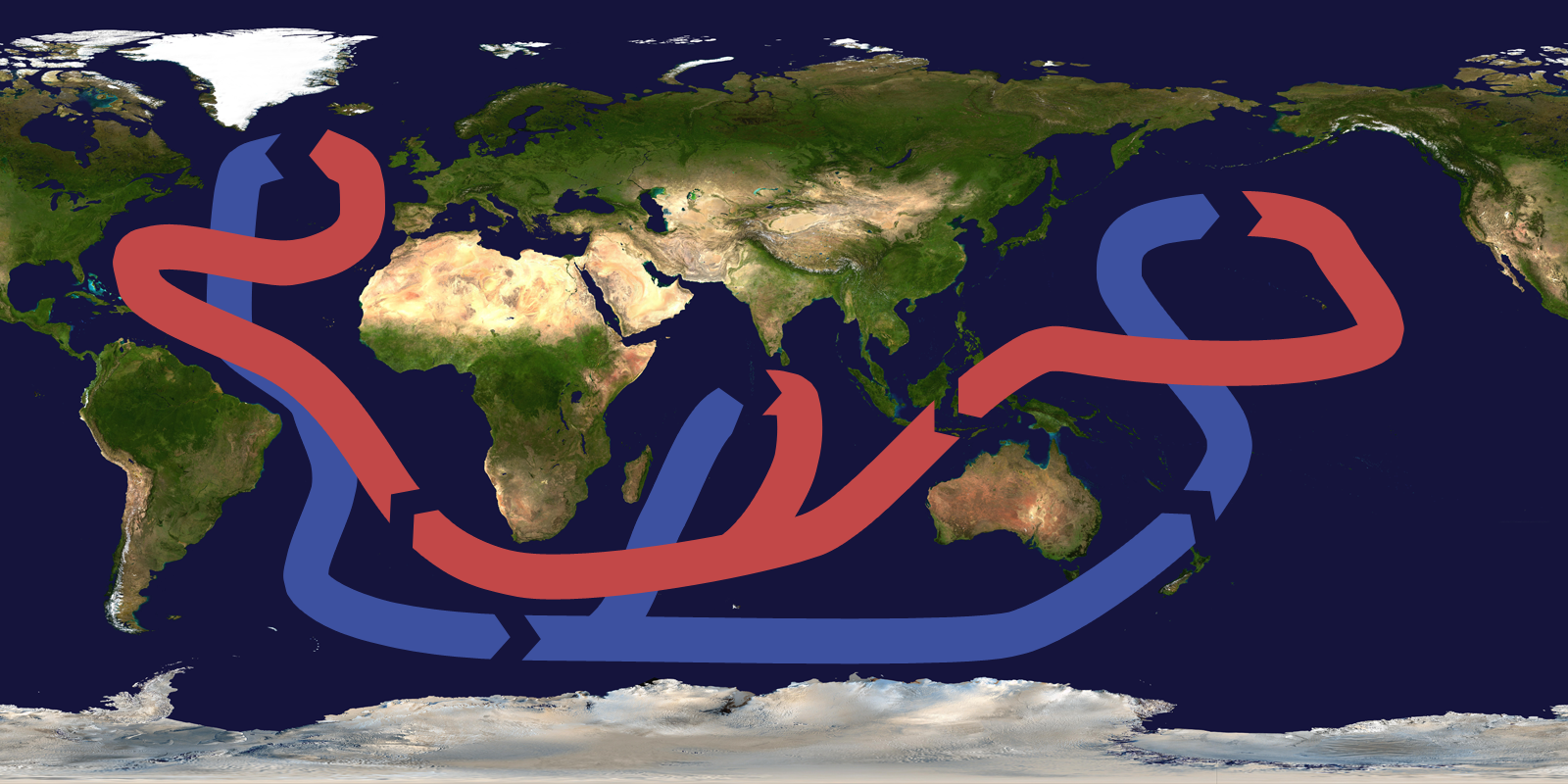
Tiefenströmung blau, Oberflächenströmung rot (Zirkumpolarstrom nicht enthalten)

Die Zirkulationsströme treten sowohl an der Oberfläche als auch in der Tiefe auf. Das kalte Wasser bewegt sich in einer Tiefe von 1,5 bis 3,0 km größtenteils parallel zum Kontinentalabhang auf der westlichen Seite der Ozeanbecken, bedingt durch die Erdrotation.
Das globale Wärmeaustauschband wird im Wesentlichen durch das winterliche Absinken des salzreichen und kalten Meereswassers im Nordatlantik auf 1 bis 4 km Tiefe initiiert, weshalb sich diese Regionen des globalen Kreislaufes dazu eignen, das Zirkulationsmuster von hier aus zu betrachten. Das Absinken wird durch Abkühlen und eine Zunahme des Salzgehaltes mittels Verdunstung und Eisbildung ausgelöst. Am oder nahe dem Meeresgrund fließt das abgesunkene Wasser als kalte Tiefenströmung (Nordatlantisches Tiefenwasser) bis zum Ausgang des Südatlantiks und wird dann mit dem Zirkumpolarstrom in den Indischen Ozean und den Pazifik transportiert. Der Zirkumpolarstrom des Südlichen Ozeans umströmt den gesamten Globus und vermischt die Wassermassen der drei angrenzenden Ozeane. Er ist wahrscheinlich das Gebiet, wo das meiste kalte Wasser aufsteigt und durch windgetriebene Vermischung erwärmt wird. Von dort bewegen sich die durch Vermischung modifizierten Wassermassen wieder zurück an die Oberfläche (Oberflächenwasser, Pazifik) oder in wenige hundert Meter unter diese (Zwischenwasser, Indik). Das Wasser erwärmt sich in der Folge besonders in den äquatorialen Bereichen und fließt als warme Oberflächenströmung zunächst an Indonesien vorbei, hiernach um die Südspitze Afrikas herum in die Golfregion Mittelamerikas und schließlich als Golfstrom in den Nordatlantik, wo es erneut absinkt und den Kreislauf damit schließt.

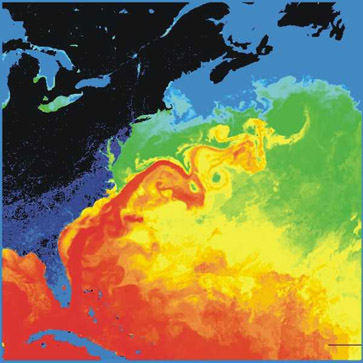
Oberflächentemperatur im westlichen Nordatlantik. Nordamerika erscheint schwarz und dunkelblau (kalt) der Golfstrom rot (warm). Quelle: NASA

Neben rein thermohalinen Effekten spielen dabei die Verteilung der Kontinente, die Corioliskraft (dadurch treten die Strömungen vor allem an Westküsten auf) und der windbedingte Effekt der Korkenzieherströmung eine maßgebliche Rolle. Zusammen führen diese zu einer regional sehr komplexen Ausbildung verschiedener Meeresströmungen, beispielsweise in Form großer Strömungswirbel an der Südostküste Südamerikas (siehe weiter unten). Zu einem geringen Anteil strömen dabei auch Wassermassen aus dem Arktischen Ozean in den Atlantik ein, weshalb dieser bedingt auch am globalen Förderband Teil hat. Da viele dieser Faktoren von der lokalen Intensität der Sonnenstrahlung abhängen, können diese Meeresströmungen im Jahresgang auch unterschiedliche Ausprägungen erfahren, so beispielsweise im Indischen Ozean aufgrund des Monsuns. Maßgebliche Effekte sind hierbei Upwelling und Downwelling.
Durch die langfristigen Auswirkungen der Kontinentaldrift auf die Land-Meer-Verteilung sind auch die Hauptströmungen zeitlich variabel. Als vergleichsweise kurzfristiger Einflussfaktor, bedingt durch das Abschmelzen der polaren Eiskappen, wird eine mehr oder minder starke Abschwächung des Nordatlantikstroms für möglich erachtet. Hierfür lassen sich auch Beispiele in der Klimageschichte finden.

## Tiefenrandströme
Einen weiteren Beitrag zur globalen Meerwasserzirkulation stellen die Tiefenrandströme dar. Darunter versteht man küstennahe Tiefseewirbel, wie sie z. B. vor der Küste Brasiliens im Brasilstrom auftreten (die sogenannten Brasilstromringe). Diese Wirbel treten zeitlich und räumlich periodisch auf, es entsteht also eine sogenannte Wirbelstraße. Eine genaue Erklärung für dieses im Jahre 2004 entdeckte Phänomen steht noch aus, Computermodellen zufolge zerfällt der Brasilstrom jedoch auf Höhe der brasilianischen Stadt Recife wegen der dort zurückspringenden Küste und der damit verringerten Reibung in eine turbulente Strömung, vergleiche Wirbel (Strömungslehre).

## Risiken
Durch die mit der globalen Erwärmung einhergehende zunehmende Eisschmelze an den Polkappen verändert sich mit dem zusätzlichen Süßwassereintrag der Salzgehalt des Meerwassers vor Ort. Damit ändert sich dort auch die thermohaline Dynamik: die Bildung antarktischen Bodenwassers z. B. ist einer der „Motoren“ der thermohalinen Zirkulation.
Beim Erreichen eines „Tipping Points“ wird ein Dominoeffekt mit dem Zusammenbrechen betreffender Systeme befürchtet. So wird die thermohaline Zirkulation durch ein schon bei einer Erderwärmung zwischen 1 und 3 Grad mögliches starkes Abschmelzen des Grönlandeises beeinflusst. Ihr Zusammenbruch ist wiederum rückgekoppelt mit der El Niño-Southern Oscillation, dem teilweisen Absterben des Amazonas-Regenwaldes und dem Abschmelzen von antarktischem Meer-, später Festlandeis.